# شچرتس
شچرتس (اوکراینی: Щирець) یک سکونتگاه شهری در منطقه لویو در استان لویو در اوکراین است. شچرتس میزبان اداره جامعه سکونتگاه شچیرتس، یکی از هرومادا‌های اوکراین است. جمعیت این ناحیه ۵,۶۵۹  نفر (تخمین ۲۰۲۲) است.
تا ۱۸ جولای ۲۰۲۰، شچرتس متعلق به منطقه استومیتی بود. این منطقه در ژوئیه ۲۰۲۰ به عنوان بخشی از اصلاحات اداری اوکراین لغو شد که تعداد رایون‌های استان لویو را به ۷ کاهش داد. منطقه Pustomyty Raion در منطقه لویو ادغام شد.